# Célestine Vaite

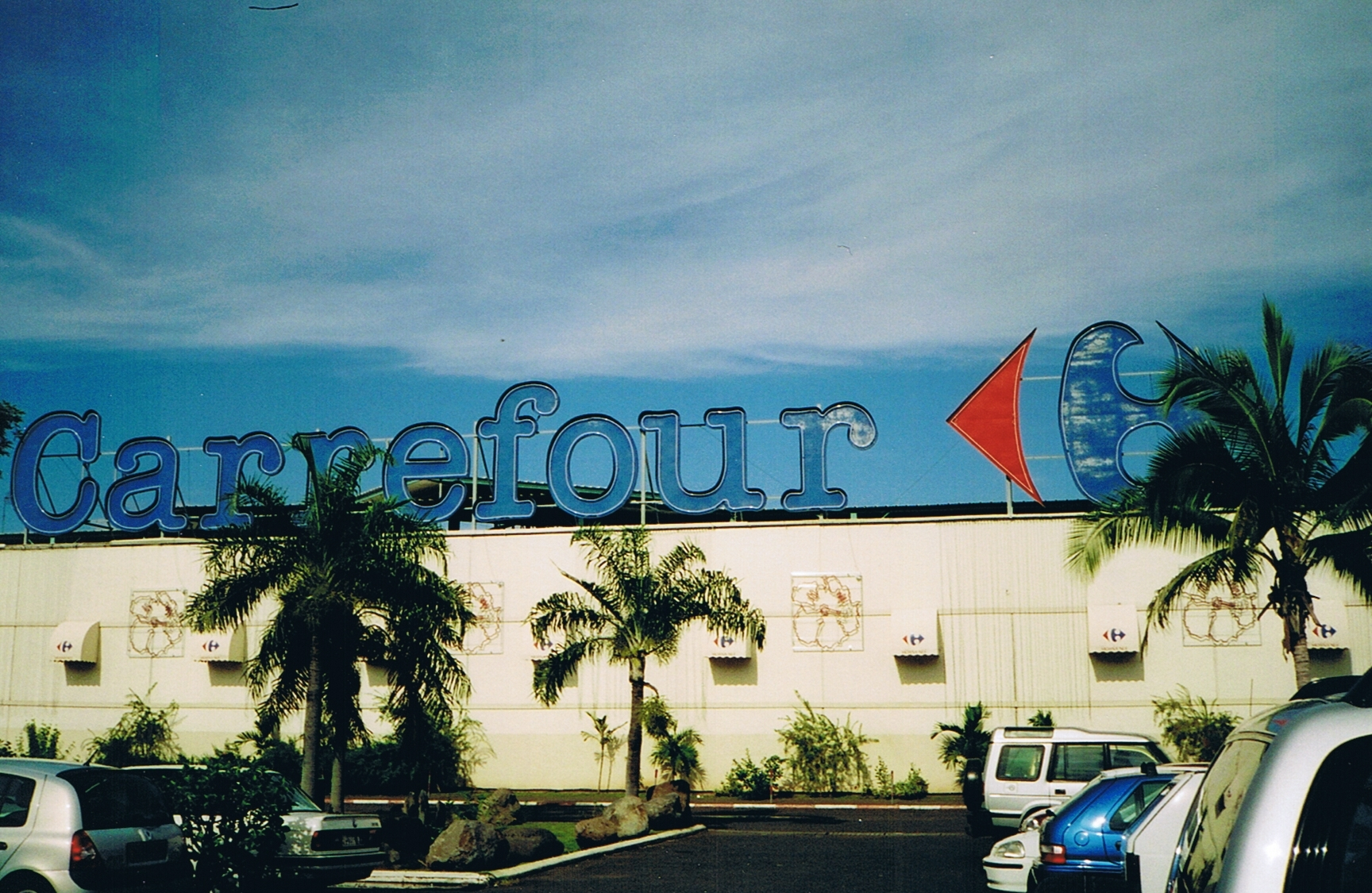
Köpcentrum i författarens hemtrakter i Faa'a

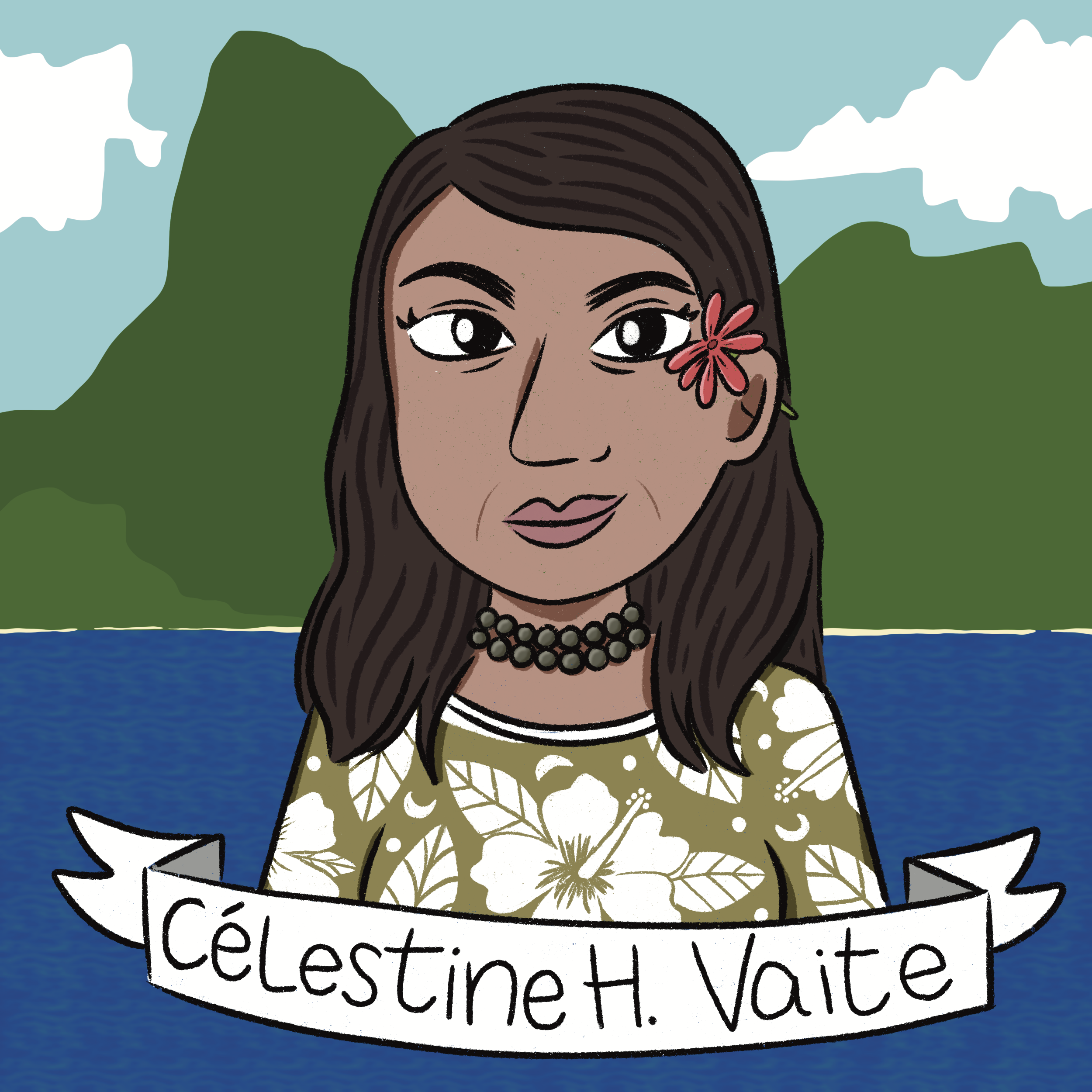
Célestine Hitiura Vaite

Célestine Hitiura Vaite, Australisk författare. Född 1966 
på Tahiti. Sedan åttiotalet bosatt i New South Wales med sin man Michael, (professionell surfare), och fyra barn.
Uppväxt på Tahiti med en ensamförsörjande mor i en fattig stadsdel, hade hon inte möjlighet att idka beachliv, men siktade på att resa till Frankrike för juridiska studier. Hur det var, träffade hon emellertid en Australiensisk surfare som hon gifte sig med, och i tjugoårsåldern flyttade de till Australien. 
Hon skriver på engelska fast hennes modersmål är franska. Först skrev hon några noveller, närmast som terapi för sin hemlängtan, men hennes förlag gillade dem och föreslog att hon skulle skriva en bok. Hennes första bok, Breadfruit, kom år 2000 och handlar om kvinnan Materena, som försörjer sig som städerska, men har en stark stolthet och resolut handlingskraft som ger hennes tillvaro flyt trots fattigdomen. Hon är i motsats till förebilden Célestes mor, gift, men betraktar välvilligt män som mer eller mindre opålitliga barn. Boken har rönt stor uppskattning, och vann på Tahiti Prix Litteraire des Etudiants år 2004. Efterföljaren Frangipani (Utgiven på svenska 2006, I kloka kvinnors sällskap) har blivit nominerad för det brittiska litterära priset Orange Prize. I maj 2006 utkom den tredje romanen i trilogin, Tiare, på engelska.